# Tycoon
Tycoon (russisk: Олигарх) er en russisk spillefilm fra 2002 af Pavel Lungin.

## Medvirkende
- Vladimir Masjkov som Platon Makovskij
- Marat Basjarov som Kosjkin
- Aleksandr Balujev som Koretskij
- Valentin Varetskij
- Mikhail Vasserbaum som Mark Tsejtlin
- Vladimir Steklov